# Luisa Sanfelice (Film)
Luisa Sanfelice ist ein zweiteiliger italienisch-französischer Historienfilm aus dem Jahr 2004 von Paolo Taviani und Vittorio Taviani. Das Drehbuch entstand nach dem gleichnamigen Roman des älteren Alexandre Dumas. Eine deutschsprachige Aufführung fand bislang nicht statt.

## Handlung
Der Film erzählt vom Leben der Luisa Sanfelice (1764–1800), einer jungen Angehörigen des neapolitanischen Adels, die in einen Republikaner, Salvato Palmieri, verliebt ist. Im Zuge der Französischen Revolution rückt ein französisches Heer unter General Championnet in Neapel ein. Horatio Nelson wird beauftragt, die Flucht der königlichen Familie nach Palermo zu organisieren. Nachdem der Hof geflohen ist, erfolgt die Proklamation der Parthenopeischen Republik im Januar 1799. Auch Luisas Ehemann, Cavaliere Luciano Sanfelice, ist geflohen. Dennoch bleibt sie. Luisa wird dann als Symbol des verhassten Adels wahrgenommen, obschon sie die Revolution unterstützt. Im Juni 1799 fällt Neapel wieder in die Gewalt des Royalistenheers unter Kardinal Fabrizio Dionigi Ruffo. Ferdinand kehrt nach Neapel zurück, wo er mit seiner bekanntlich brutalen Art ein Massaker veranstaltet. 50000 Neapolitaner werden getötet. Ungeachtet der Empörung des Volkes beharrt Ferdinand I. darauf, Luisa am 11. September 1800 hinzurichten.